# Peperomia lindeniana
Peperomia lindeniana är en pepparväxtart som beskrevs av Friedrich Anton Wilhelm Miquel. Peperomia lindeniana ingår i släktet peperomior, och familjen pepparväxter. Inga underarter finns listade i Catalogue of Life.